# Khách sạn Fouquet's Barrière

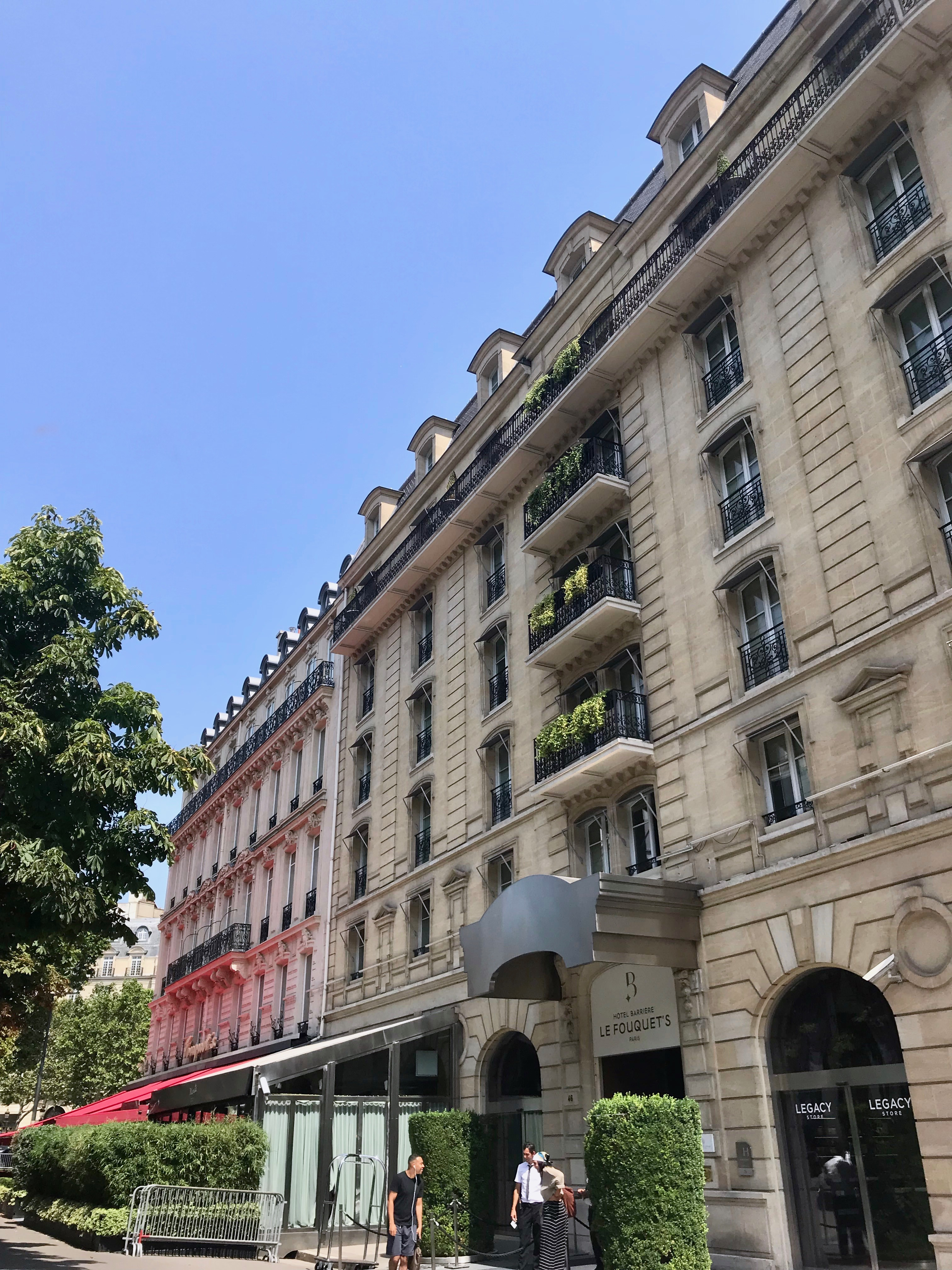
Khách sạn Fouquet's Barrière

Fouquet's Barrière là một khách sạn sang trọng ở Paris. Fouquet's Barrière hệ thống Lucien Barrière, và tên của nó lấy từ tên nhà hàng Fouquet's của cùng hệ thống. Fouquet's Barrière được xếp vào hạng "la palace" - khách sạn đặc biệt sang trọng - của Paris cùng Bristol, Crillon, George V, Meurice, Plaza Athénée và khách sạn Ritz.
Nằm ở số 46 đại lộ George-V, một khu phố sang trọng và không xa khách sạn George V của tập đoàn Four Seasons Hotel, Fouquet's Barrière gồm 107 phòng thường và 40 phòng sang trọng. Số nhân viên của khách sạn là 350.
Hoàn thành 25 tháng 10 năm 2006 và mở cửa vào 6 tháng 11, Fouquet's Barrière do kiến trúc sư Édouard François và nhà trang trí nội thất Jacques Garcia thực hiện. Ngân sách xây dựng khách sạn Fouquet's Barrière là 50 triệu euro với 250 nhân công tham gia.
Nhà hàng đầu tiên của cơ sở, được gọi là "The Diana" để tưởng nhớ Diane Barrière-Desseigne, với Jean-Yves Leuranguer và Christophe Schmitt làm đầu bếp và Claude Ducruzet làm đầu bếp bánh ngọt, được nhắc đến trong Hallier L 'Edernel jeune homme (Hallier chàng trai trẻ Edernel) được xuất bản năm 2016.